# Préfecture d'Ispahan
La préfecture d'Ispahan est une préfecture de la province d'Ispahan, en Iran. Le chef-lieu de la préfecture est la ville d'Ispahan. La préfecture est divisée en six arrondissements : l'arrondissement central, Basse-Djarghavié, Haute-Djarghavié, Djolgué, Bonroud et Kouhpaillé. La préfecture a treize villes : Ispahan, Varzané, Hassanabad, Baharestan, Khorasgan, Harand, Toudechg, Kouhpaillé, Sagzi, Nasrabad, Mohammadabad, Nikabad et Ejiyé.